# 塞文子爵
塞文子爵（英语：Viscount Severn），为聯合王國貴族爵位。此爵位源自于流经英格兰和威尔士的塞文河。1999年6月19日，在爱德华王子和索菲·惠斯-钟斯结婚时，女王伊丽莎白二世将此头衔作为威塞克斯伯爵的附属头衔一同授予给爱德华王子. 。2019年，伊丽莎白二世授予爱德华王子福弗尔伯爵的爵位，因此塞文子爵同时成为其的附属头衔。2023年，英王查尔斯三世在爱德华王子59岁生日赠与其爱丁堡公爵的爵位。在此之前塞文子爵头衔一直是詹姆斯·蒙巴顿-温莎的礼节头衔。

## 历史
塞文子爵在18世纪由王室未成年成员使用。历史上有给予次爵的历史，这样长子就可以将其作为礼称。塞文子爵这个头衔源自索菲·惠斯-钟斯家族的威尔士血统 。这个头衔的意义在于它暗示了她的祖先统治着怀伊和塞文之间的土地 。这是自1726年乔治二世的两个儿子获得子爵爵位以来，第一次有王子被授予子爵爵位。
1999年6月19日，在爱德华王子和索菲·惠斯-钟斯结婚时，女王伊丽莎白二世将此头衔作为威塞克斯伯爵的附属头衔一同授予给爱德华王子。2007年12月17日至2023年3月10日期间，爱德华王子的儿子詹姆斯将此头衔作为礼节头衔。如果后来詹姆斯有一个儿子，他的儿子将被称为塞文子爵。

## 继承顺位
- 爱德华王子 (b. 1964)
  - (1)  威塞克斯伯爵詹姆斯 (b. 2007)